# Список депутатів Верховної Ради СРСР 8 скликання
Верховна Рада СРСР 8-го скликання — обрана 14 червня 1970, засідала з 1970 по 1974 роки. Склад: 1517 депутатів — 750 в Раді Союзу і 767 в Раді Національностей.

## А
- Абакелія Шукрі Михайлович
- Абашидзе Григол Григорович
- Абдилдаканова Уулгелді
- Абдиразаков Кадіркул
- Абдолдінов Тулеген
- Абдугулов Капіза
- Абдуллаєв Гасан Мамед Багір огли
- Абдуллаєва Музаффара Абдугафарівна
- Абдуллаєва Рано Хабібівна
- Абдуллоєв Гафор
- Абельман Михайло Йосипович
- Абен Айлі Йоханнівна
- Абенова Марія Федорівна
- Аболтинь Павло Теодорович
- Авдюкевич Лонгин Іванович
- Авідзба Ганна Джирівна
- Авраменко Степан Степанович
- Агаєв Кім Андрійович
- Адильшинов Тобіл Мирзабайович
- Азімова Халіма
- Айба Хакіибей Кажевич
- Айтматов Чингіз Торекулович
- Айтмуратов Ережеп
- Айтуаров Жарилгап
- Айфельд Софія Іванівна
- Акімбетова Гайша Мустафинівна
- Акназаров Зекерія Шарафутдинович
- Акопян Борис Хачатурович
- Аксененко Лідія Семенівна
- Аксенов Олександр Никифорович
- Акуленко Василь Іванович
- Акулінцев Василь Кузьмич
- Алавердян Зіна Колівна
- Александрова Галина Пилипівна
- Алексеєвський Євген Євгенович
- Алієв Гейдар Алі Рза огли
- Алієв Енвер
- Алієв Іляс Самед огли
- Алієв Нажмудін Ахалович
- Алієва Нарзіой
- Алімова Клавдія Йосипівна
- Аліханов Аліхан Атайович
- Алтунін Олександр Терентійович
- Алтимухамедов Алламурад
- Амбарцумян Віктор Амазаспович
- Амелько Микола Миколайович
- Амосов Микола Михайлович
- Ангрікова Євдокія Данилівна
- Андреєв Олександр Микитович
- Андреєва Лілія Олександрівна
- Андропов Юрій Володимирович
- Анненко Михайло Юхимович
- Антипова Антоніна Олексіївна
- Антонов Володимир Єгорович
- Антонов Олег Костянтинович
- Антонов Олександр Іванович
- Антонов Олексій Костянтинович
- Антонов Сергій Федорович
- Антонова Ніна Миколаївна
- Антосяк Георгій Федорович
- Анюшина Марія Михайлівна
- Апряткін Семен Семенович
- Аракелян Еранос Маркарович
- Арбузов Борис Олександрович
- Аргунов Абубекір Дадімович
- Ардін Володимир Іванович
- Ардула Ендель Яанович
- Арсанбієв Ярагі
- Арсеньєв Олександр Миколайович
- Артоболевський Іван Іванович
- Арутюнян Нагуш Хачатурович
- Арутюнян Асканаз Мкртичевич
- Арутюнян Вікторія Єпремівна
- Арутюнян Сільвард Ашотівна
- Асимов Мухамед Сайфітдінович
- Аскаров Асанбай Аскарули
- Астайкін Іван Павлович
- Астанков Олексій Федорович
- Атаєв Байрі
- Атаєв Кандім
- Аттоєв Саліх Харунович
- Ауельбеков Єркін Нуржанович
- Афанасьєв Сергій Олександрович
- Ахмадалієв Мамадалі
- Ахмедов Мухамметдурди
- Ахпашев Веніамін Павлович
- Ахунова Турсуной
- Ачба Мері Соломонівна
- Ашимов Байкен Ашимович
- Ашуров Мірсаїд
- Аюбов Хусен

## Б
- Бабаєв Атабай
- Бабаєва Лятіфа Муслім кизи
- Бабакулієва Амангуль
- Бабенко Олександр Іванович
- Багаєв Геннадій Никанорович
- Багаєва Назірат Костянтинівна
- Багдагюлян Дезік Месропівна
- Багдасарян-Сарьян Гегам Багдасарович
- Багіров Аббас Мамедович
- Багомедов Алібек
- Баграмян Іван Христофорович
- Бадакін Василь Петпейович
- Бадамянц Георгій Арташесович
- Баджелідзе Володимир Георгійович
- Бадмаєва Цибікжап Аюшиївна
- Бадраков Танат Мукмінович
- Бажукова Лідія Федосіївна
- Базовський Володимир Миколайович
- Байбаков Микола Костянтинович
- Байрамов Гаджі Ага Байрам Алі огли
- Баландін Анатолій Никифорович
- Баландін Василь Андрійович
- Баланчивадзе Андрій Мелітонович
- Балашова Світлана Степанівна
- Балтаніязов Усейбай
- Банетішвілі Ламара Захаріївна
- Банников Микола Васильович
- Банников Петро Андрійович
- Барамідзе Наріко Джевріївна
- Бараускене Валерія Йонівна
- Баркан Євгенія Язепівна
- Бартуліс Антон Петрович
- Басієв Олег Олександрович
- Батицький Павло Федорович
- Бахірєв В'ячеслав Васильович
- Бездітко Андрій Павлович
- Безносов Павло Олександрович
- Бейбутов Рашид Маджид огли
- Бекетова Клавдія Єгорівна
- Бектурганов Хасан Шайахметович
- Беман Ельмар Карлович
- Бер Олександр Іванович
- Берзегов Нух Асланчерійович
- Бердиєв Ходжаберди
- Бердиніязова Айджамал
- Бердичевський Георгій Олександрович
- Береговий Георгій Тимофійович
- Бернотайте Яніна Юозівна
- Бесчастнов Олексій Дмитрович
- Бехтерєва Наталія Петрівна
- Бешимова Джумагуль
- Бещев Борис Павлович
- Бєгун Людмила Петрівна
- Бєекман Володимир Еугенович
- Бєлкіна Валентина Михайлівна
- Бєлоненко Валентина Дмитрівна
- Бєлуха Микола Андрійович
- Биковський Володимир Гнатович
- Бієшу Марія Лук’янівна
- Білик Петро Олексійович
- Білоножко Степан Юхимович
- Близоруков Григорій Григорович
- Блохін Микола Миколайович
- Блюм Віктор Адольфович
- Бобосадикова Гулджахон Бобоївна
- Богданов Олександр Васильович
- Богданов Федір Іванович
- Богданова Гульніса Хаматнурівна
- Боголюбов Микола Миколайович
- Бодюл Іван Іванович
- Бойко Михайло Лук'янович
- Большухін Василь Іванович
- Бондаренко Валентина Іванівна
- Бондаренко Іван Панасович
- Борисевич Микола Олександрович
- Борисенко Микола Михайлович
- Борисов Олександр Васильович
- Боровських Володимир Іванович
- Бородін Андрій Михайлович
- Бородін Віктор Петрович
- Бородін Леонід Олександрович
- Бородін Павло Дмитрович
- Бородіна Іраїда Андріянівна
- Бородюк Зінаїда Михайлівна
- Боронбаєва Наталія Мамишівна
- Бортников Хома Іванович
- Ботвин Олександр Платонович
- Бочоїдзе Отар Семенович
- Братченко Борис Федорович
- Брежнєв Леонід Ілліч
- Бренціс Леонтія Ізидорівна
- Брехов Костянтин Іванович
- Бровка Петро Устинович
- Бронников Юрій Петрович
- Бринцева Марія Олександрівна
- Бубновський Микита Дмитрович
- Бугаєв Борис Павлович
- Будьонний Семен Михайлович
- Будкова Ганна Олексіївна
- Бузницький Олександр Григорович
- Булахова Анастасія Федорівна
- Булгаков Олександр Олександрович
- Бурашников Борис Пилипович
- Бурмистров Федір Петрович
- Буров Іван Михайлович
- Бутома Борис Євстахійович
- Бухрашвілі Шота Єфремович
- Бухтоярова Лідія Миколаївна
- Буценіна Галина Сергіївна

## В
- Вадер Артур Павлович
- Вайшнорас Йонас Йоно
- Вакула Віра Іванівна
- Валеєва Алсу Яруллівна
- Валіханов Агзам Валіханович
- Варданян Степан Сукясович
- Вартанян Артем Місакович
- Варфоломеєва Агнія Феоктистівна
- Василевська Регіна Адольфівна
- Васильєв Анатолій Олексійович
- Васильєв Микола Федорович
- Васькова Ніна Олександрівна
- Васягін Семен Петрович
- Ватченко Олексій Федосійович
- Вахтангадзе Медея Хомівна
- Ващенко Григорій Іванович
- Везіров Абдул-Рахман Халіл огли
- Векуа Ілля Несторович
- Велігурін Дмитро Олексійович
- Велієв Кудрат Осман огли
- Веллеару Віра Василівна
- Вердиш Марія Степанівна
- Веренікіна Валентина Григорівна
- Веселов Семен Михайлович
- Висоцький Олександр Степанович
- Виштак Степанида Демидівна
- Вікторова Катерина Василівна
- Віндзола Едіте Рудольфівна
- Власенко Василь Прокопович
- Власенко Микола Тимофійович
- Возиков Василь Григорович
- Возна Зінаїда Петрівна
- Войнов Микола Семенович
- Волков Олександр Петрович
- Волкова Марія Іванівна
- Воронов Геннадій Іванович
- Вороновський Микола Анатолійович
- Воронцева Марія Костянтинівна
- Воротников Віталій Іванович
- Восс Август Едуардович
- Всеволожський Михайло Миколайович
- Вунк Арнольд Артурович
- Вшивцева Раїса Михайлівна
- Вяляс Вайно Йосипович

## Г
- Гаврилов Олександр Григорович
- Гаджалієва Міная Мамедалі кизи
- Гадоєва Мамура Кудратівна
- Гаїпов Рузмет Гаїпович
- Гайворонська Федосія Іванівна
- Гайворонцев Іван Петрович
- Гайрбеков Муслім Гайрбекович
- Галаджян Оскег Арменаківна
- Галаншин Костянтин Іванович
- Галенко Йосип Панасович
- Галін Фаніль Баянович
- Галстян Спартак Айкарамович
- Галушка Дмитро Федорович
- Гамзатов Расул Гамзатович
- Гапуров Мухамедназар Гапурович
- Гарбузов Василь Федорович
- Гарібджанян Людвіг Папікович
- Гасанова Залхай Махмуд кизи
- Гасанова Шамама Махмудалі кизи
- Гаспарян Гоар Мікаелівна
- Гатікоєв Олексій Костянтинович
- Гаффарова Мухтарам
- Гаямян Ісмаїл Самсонович
- Гвоздєв Віктор Олександрович
- Гелашвілі Важа Лукич
- Гелашвілі Дмитро Леванович
- Георгадзе Михайло Порфирович
- Георгієв Олександр Васильович
- Герасимов Костянтин Михайлович
- Гетьман Андрій Лаврентійович
- Гиртопан Олександра Дмитрівна
- Гілашвілі Павло Георгійович
- Гісматулліна Фатіма Набіївна
- Гіталов Олександр Васильович
- Гіясов Джалал
- Гладка Марія Василівна
- Гладчук Антоніна Федорівна
- Глікас Костас Якубович
- Глотов Олексій Андрійович
- Глушко Валентин Петрович
- Глушков Віктор Михайлович
- Гнатович Михайло Іванович
- Гнений Петро Демидович
- Гогітідзе Кетевана Ахмедівна
- Гогоберішвілі Катерина Шалвівна
- Гогочурі Ніна Олексіївна
- Голдін Микола Васильович
- Головін Володимир Олександрович
- Голубіна Фаїна Григорівна
- Гольцова Антоніна Гнатівна
- Гончар Олександр Терентійович
- Горбач Анатолій Петрович
- Горбачов Михайло Сергійович
- Горбаченко Людмила Іллівна
- Горбова Валентина Сергіївна
- Гордєєва Людмила Тимофіївна
- Горегляд Олексій Адамович
- Горінов Трохим Йосипович
- Горкін Олександр Федорович
- Горлов Михайло Федорович
- Городовиков Басан Бадьмінович
- Горулін Інокентій Якович
- Горчаков Петро Андрійович
- Горшков Яким Васильович
- Горшков Сергій Георгійович
- Горячев Федір Степанович
- Греков Василь Костянтинович
- Гречко Андрій Антонович
- Грива Володимир Іванович
- Григоренко Олексій Семенович
- Гридасов Дмитро Матвійович
- Гришин Віктор Васильович
- Гришин Костянтин Миколайович
- Гришин Петро Іванович
- Гришманов Іван Олександрович
- Грищенкова Валентина Костянтинівна
- Грімашаускене Емілія Адомівна
- Громова Любов Сергіївна
- Громико Андрій Андрійович
- Гросул Яким Сергійович
- Грушецький Іван Самійлович
- Гудков Олександр Федорович
- Гуженко Тимофій Борисович
- Гузенко Парфентій Васильович
- Гуменюк-Грицай Петро Онисимович
- Гурбангелдиєв Маві
- Гусейнов Аслан Ага Гусейн огли
- Гусейнова Зулейха Ісмаїл кизи
- Гусейнова Рафіга Гасан кизи
- Гусенков Петро Васильович
- Густов Іван Степанович
- Гучетль Марієт Хасанівна

## Д
- Дабашинскене Домінінка Юозо
- Дабєдіна Валентина Михайлівна
- Давидов Василь Петрович
- Давітадзе Леван Михайлович
- Давляткадамов Хушкадам Давляткадамович
- Дамаєв Курбан Мугутіновнч
- Даниліна Надія Дмитрівна
- Данилов Михайло Михайлович
- Данковцев Олександр Георгійович
- Данченко Олексій Євгенович
- Дараселія Михайло Костянтинович
- Дев’ятова Альбіна Олександрівна
- Дегтярьов Володимир Іванович
- Дедяєв Олександр Нефодійович
- Дементьєв Петро Васильович
- Демиденко Василь Петрович
- Демиденко Єфросинія Панасівна
- Демічев Петро Нілович
- Денисова Валентина Михайлівна
- Деньщиков Петро Йосипович
- Дергабузова Валентина Василівна
- Джаббарова Айбібі
- Джавахішвілі Гіві Дмитрович
- Джалалов Маннап
- Джалілов Анвар Ніязович
- Джаманова Роза Умбетівна
- Джапаров Сарбагіш Єсинбайович
- Джафар-заде Сурід Рзайович
- Джебраїлова Нурія Узеїр кизи
- Джиоєв Коста Каргойович
- Джулакідзе Нодар Веніамінович
- Джумаєв Акмурад
- Джуссоєв Георгій Миколайович
- Дзамукашвілі Нодар Ілліч
- Дзгоєв Єруслан Єламурзайович
- Дзідзарія Георгій Олексійович
- Дзоценідзе Георгій Самсонович
- Димшиць Веніамін Еммануїлович
- Діасамідзе Кето Абдулівна
- Длімбетов Уразбай
- Дмитрачкова Раїса Іванівна
- Дмитрієва Валентина Володимирівна
- Добрик Віктор Федорович
- Добринін Олексій Іванович
- Добріогло Ілля Христофорович
- Доброва Віра Миколаївна
- Добровольскіс Пранцішкус-Станісловас Пранцішкович
- Довгаль Тетяна Андріївна
- Довженко Ганна Денисівна
- Довідайтіс Юозас Юозо
- Додобоєва Махфірат
- Доєнін Василь Миколайович
- Долгих Володимир Іванович
- Донських Ніна Петрівна
- Дорджі-Гаряєв Олександр Музайович
- Дорохова Майя Стефанівна
- Драганюк Кирило Олексійович
- Дронова Марія Олександрівна
- Дригін Анатолій Семенович
- Дубинін Віталій Іванович
- Дудаль Михайло Степанович
- Дудін Юрій Іванович
- Дудник Тамара Семенівна
- Дурдиєв Карлі
- Дьєур Михайло Пилипович
- Дьомін Юрій Васильович
- Дьоміна Валентина Михайлівна
- Дьоміна Тамара Павлівна
- Дьяков Юрій Миколайович
- Дяченко Ніна Михайлівна

## Е
- Емінов Мір Гамза Мір Гасан олги
- Енніте Аусма Карлівна
- Ереге Серін-оол Хертекович

## Є
- Євдокименко Георгій Степанович
- Євдокимова Антоніна Миколаївна
- Євтушенко Іван Васильович
- Єгізбаєв Косай Алекулович
- Єгоров Іван Трифонович
- Єгорова Валентина Іллівна
- Єжевський Олександр Олександрович
- Єкимов Євген Гаврилович
- Єлеубаєв Серік
- Єлістратов Петро Матвійович
- Єлютин В’ячеслав Петрович
- Єпішев Олексій Олексійович
- Єпремян Лєна Акопівна
- Єремей Григорій Ісидорович
- Єременко Андрій Іванович
- Єркович Галина Василівна
- Єрмаков Іван Михайлович
- Єрмілов Віктор Васильович
- Єрмін Лев Борисович
- Єсенов Шахмардан Єсенович
- Єскараєв Ажихан
- Єфімов Павло Іванович
- Єфремов Михайло Тимофійович
- Єштокін Панас Федорович

## Ж
- Жаксибаєв Набі Кульчаманович
- Жалсараєв Андрій Інокентійович
- Жамсаранова Зоя Шоймполівна
- Жангерієва Ніна Сутівна
- Жанігулова Шайиркул
- Жебрунова Ніна Іванівна
- Желнін Леонід Васильович
- Жигалін Володимир Федорович
- Жигачьов Володимир Якович
- Жирков Семен Гаврилович
- Жуков Анатолій Борисович
- Жуков Борис Іванович
- Жуков Георгій Олександрович
- Журавльова Євгенія Олександрівна
- Журін Микола Іванович
- Жусупова Казіна

## З
- Завацька Раїса Іванівна
- Завтур Ольга Никифорівна
- Загідова Васіля Алі кизи
- Заєвська Ніна Миколаївна
- Заєць Анастасія Василівна
- Заїдов Міргіяс Аббасович
- Заїдов Хамід
- Заїченко Семен Якович
- Зайнідінов Файзидін
- Зайцев Михайло Васильович
- Зайченко Георгій Васильович
- Закаріадзе Серго Олександрович
- Залієв Єсенжол Залійович
- Залуцька Тамара Єгорівна
- Замятін Леонід Митрофанович
- Захаренко Уляна Платонівна
- Захаров Матвій Васильович
- Зверєв Олексій Ілліч
- Зверєв Сергій Олексійович
- Зейналова Назіха Джафар кизи
- Зернова Клавдія Гаврилівна
- Зимянін Михайло Васильович
- Зітманіс Август Карлович
- Золотарьов Аркадій Полікарпович
- Золотухін Григорій Сергійович
- Зосім Катерина Емануїлівна
- Зубарєв Геннадій Васильович
- Зубенко Олександра Йосипівна
- Зубов Олексій Семенович
- Зубченко Валентина Дмитрівна
- Зудін Олександр Миколайович
- Зуєв Володимир Овсійович
- Зуєва Олександра Яківна
- Зуєва Зінаїда Василівна
- Зулуєва Сайкал

## И
- Ийге Кальо Херманович

}}

## І
- Ібрагімов Алі Ізмаїлович
- Ібрагімов Ісмаїл Алі огли
- Ібрагімов Магомед Магомедович
- Ібрагімов Мірза Аждар огли
- Ібрагімова Мукархон
- Ібрагімова Рагіля Адігезал кизи
- Ібраєва Камкаш Алтаївна
- Ібраїмов Султан Ібраїмович
- Іванникова Марія Сергіївна
- Іванов Борис Петрович
- Іванова Римма Андріївна
- Іванова Розалія Семенівна
- Івановський Євген Пилипович
- Івашутін Петро Іванович
- Іващенко Галина Василівна
- Іващук Дмитро Іванович
- Ігнатенко Валентина Іванівна
- Ікаєв Маїрбек Сидамонович
- Іксанов Мустахім Белялович
- Ілляшенко Кирило Федорович
- Ільїн Олександр Дмитрович
- Ільницький Юрій Васильович
- Імашев Саттар Нурмашевич
- Імралієв Сардар Мамед огли
- Інаурі Олексій Миколайович
- Іпатов Віктор Іванович
- Іркаєв Микола Лазаревич
- Ісаакян Віра Арташівна
- Ісаєв Василь Якович
- Ісаєв Серафим Іванович
- Ісанін Микола Микитович
- Іскандарова Булбуль
- Іскандарова Ханіфа Сиражівна
- Ісмаїлова Раміза Зульфугар кизи
- Ішков Олександр Якимович
- Ішмуратов Нарбай
- Іщенко Олександр Іванович

## К
- Кабалевський Дмитро Борисович
- Кабалоєв Білар Емазайович
- Кавун Василь Михайлович
- Кадагідзе Григорій Ілліч
- Кадиров Касим
- Казак Віктор Дмитрович
- Казакова Сабінісо
- Казакуль Людмила Михайлівна
- Казанець Іван Павлович
- Казієва Хаміс Абдусаламівна
- Казокевічюс Йонас Антанович
- Кайріс Ксаверас Костович
- Какава Мері Михайлівна
- Калатозова Ганна Георгіївна
- Калашников Михайло Тимофійович
- Калейкін Валерій Геннадійович
- Калінін Василь Григорович
- Калінін Геннадій Миколайович
- Калініна Іда Павлівна
- Калласте Хейно Петрович
- Калмиков Валерій Дмитрович
- Калугін Геннадій Сергійович
- Кальченко Никифор Тимофійович
- Калюжна Марія Павлівна
- Камалов Каллібек
- Камалова Нурсулу
- Камалова Хадія Зайнуллівна
- Кан Анатолій
- Кандренков Андрій Андрійович
- Капаров Мірза Кулматович
- Капітонов Іван Васильович
- Капленко Василь Федорович
- Капуста Майя Микитівна
- Караваєв Георгій Аркадійович
- Караєв Кара Абульфаз огли
- Каракеєв Курман-Галі
- Карапетян Гегецик Артушівна
- Карєва Валентина Антонівна
- Карлов Володимир Олексійович
- Карпенко Жанна Дмитрівна
- Касатонов Володимир Панасович
- Касієва Зайнап Закаріївна
- Касимов Самед Аліашраф огли
- Касимова Адолат Тимурівна
- Касьяненко Федір Дмитрович
- Катков Володимир Іванович
- Каткова Валентина Василівна
- Катушев Костянтин Федорович
- Кауліньш Едгарс Мартинович
- Кахаров Абдулахад Кахарович
- Кебін Іван Густавович
- Келдиш Мстислав Всеволодович
- Керімов Алі Габіб огли
- Керімов Гасан Рза огли
- Керімов Мансир Паша огли
- Керімова Сурая Абаскулу кизи
- Кешоков Алім Пшемахович
- Киллер Альвар-Густав Ернстович
- Киргизова Тетяна Іванівна
- Кириленко Андрій Павлович
- Кириллін Володимир Олексійович
- Кириллова Валентина Миколаївна
- Кириллова Марія Іванівна
- Кириченко Микола Карпович
- Кисельов Тихон Якович
- Кисельова Нінель Степанівна
- Кисунько Григорій Васильович
- Кичієв Джума
- Кіженцев Микола Андріанович
- Кіжнерова Зінаїда Петрівна
- Кікнадзе Шалва Давидович
- Кіракосян Максим Османович
- Кіркілас Юозас Вінцович
- Кйойорна Арно Артурович
- Клайс Юхан Едуардович
- Клаусон Вальтер Іванович
- Клепиков Михайло Іванович
- Клименко Іван Юхимович
- Климов Борис Миколайович
- Климов Олександр Петрович
- Климченко Євген Іванович
- Кличев Анна-Мухамед
- Клюєв Віктор Володимирович
- Князєв Пилип Кирилович
- Кобахія Валеріан Османович
- Кобильчак Михайло Митрофанович
- Ковалевська Раїса Олексіївна
- Коваленко Ніна Федорівна
- Коваленко Олександр Власович
- Коваль Іван Григорович
- Коваль Олександр Матвійович
- Кованов Павло Васильович
- Ковбасюк Марія Семенівна
- Ковшутін Василь Іванович
- Коєрков Інокентій Інокентійович
- Кожахметова Бібігуль
- Кожевников Вадим Михайлович
- Кожевников Євген Федорович
- Кожин Сергій Федорович
- Кожина Валентина Кузьмівна
- Козєєва Катерина Олексіївна
- Козлов Микола Тимофійович
- Козлов Сергій Васильович
- Козир Іван Логвинович
- Козир Павло Пантелійович
- Кокарєв Олександр Якимович
- Колесников Владислав Григорович
- Коломбет Олексій Якович
- Коломієць Зінаїда Василівна
- Коломойченко Володимир Остапович
- Колосов Олександр Зіновійович
- Колчина Любов Миколаївна
- Комаров Лев Миколайович
- Комаров Олександр Васильович
- Комаровський Олександр Миколайович
- Кондратюк Марія Яківна
- Конєв Іван Степанович
- Коновалов Микола Леонтійович
- Коновалов Микола Семенович
- Конокпоєва Валентина Степанівна
- Кононенко Віра Костянтинівна
- Конопльов Борис Всеволодович
- Конотоп Василь Іванович
- Кооп Арнольд Вікторович
- Копелєв Володимир Юхимович
- Корнійчук Олександр Євдокимович
- Коробейникова Раїса Никонівна
- Коробов Леонід Ілліч
- Коробова Тамара Георгіївна
- Коровіна Катерина Олексіївна
- Коровкін Микола Григорович
- Коротенко Валентин Васильович
- Коротіна Катерина Олександрівна
- Коротков Борис Федорович
- Кортунов Олексій Кирилович
- Коршунов Сергій Павлович
- Коритков Микола Гаврилович
- Кос-Анатольський Анатолій Йосипович
- Коспанов Шапет Коспанович
- Костандов Леонід Аркадійович
- Костенко Павло Федорович
- Костіна Аліна Іванівна
- Костіна Валентина Іванівна
- Костоусов Анатолій Іванович
- Косигін Олексій Миколайович
- Кохонов Пилип Лаврентійович
- Кочеткова Антоніна Іванівна
- Кочетов Андрій Олексійович
- Кочієва Катерина Григорівна
- Кочінян Антон Ервандович
- Кочубаєв Тойчі Тагайович
- Кочубей Антон Самійлович
- Кошева Зінаїда Іванівна
- Кравченко Алла Олександрівна
- Красильников Віталій Сергійович
- Краснобаєв Ніл Іванович
- Крахмальов Михайло Костянтинович
- Кривко Олексій Григорович
- Криулін Гліб Олександрович
- Кришталевич Уляна Феоктистівна
- Кружаєв Олександр Микитович
- Кружков Віктор Іванович
- Крупнова Валентина Іванівна
- Крутін Володимир Михайлович
- Кручина Микола Юхимович
- Крилов Гурій Петрович
- Крилов Микола Іванович
- Куделіна Тамара Федорівна
- Кудратов Шаймардан Кудратович
- Кудря Ганна Степанівна
- Кудрявцев Володимир Леонтійович
- Кудряшов Олексій Павлович
- Кузнецов Анатолій Олексійович
- Кузнецов Василь Васильович
- Кузнецов Василь Дмитрович
- Кулаков Федір Давидович
- Кулатов Турабай Кулатович
- Куликов Віктор Георгійович
- Куликов Яків Павлович
- Куліченко Леонід Сергійович
- Кулічкова Лідія Степанівна
- Куліджанов Лев Олександрович
- Кулієв Ілляс Бархудар огли
- Кулієва Захра Таїр кизи
- Кулієва Самая Гані кизи
- Кунаєв Дінмухамед Ахмедович
- Кунарбаєва Фарзана
- Куральонок Федір Степанович
- Купріянова Ніна Петрівна
- Курбаналієва Руза Яраліївна
- Курбанбаєва Урінгуль
- Курбанов Рахманкул Курбанович
- Курбанов Хемра
- Курбонова Гулхонім
- Курганов Федір Онисимович
- Куркоткін Семен Костянтинович
- Куров Микола Дмитрович
- Курочкін Микола Іванович
- Кутахов Павло Степанович
- Куускла Маті Евальдович
- Куцевол Василь Степанович
- Кучаєв Петро Хомич
- Кучкарова Роза Аллаярівна
- Кушнірек Ганна Василівна
- Кушхов Кішука Сагідович
- Кютт Хелле Ельмарівна
- Кязумова Шафіга Гамід кизи
- Кярсна Олександр Августович

## Л
- Лаврентьєв Михайло Олексійович
- Лазебний Микола Семенович
- Лакавічюс Драсутіс Стасевич
- Ланкінен Юлія Іванівна
- Лапін Василь Васильович
- Лапін Сергій Георгійович
- Лаптандер Темня Яптокович
- Ларікова Валентина Михайлівна
- Лашкарашвілі Тамара Василівна
- Лащенко Петро Миколайович
- Лебедєва Ірина Семенівна
- Леванова Клавдія Григорівна
- Левко Олександра Іванівна
- Легких Юрій Григорович
- Леїн Вольдемар Петрович
- Лейшис Юліонас Пятрович
- Ленчовська Меланія Михайлівна
- Леньшина Людмила Миколаївна
- Леонов Павло Артемович
- Леонович Борис Миколайович
- Леонтьєва Клавдія Єгорівна
- Лесечко Михайло Оксентійович
- Лисенко Іван Петрович
- Литвинова Зінаїда Андріївна
- Лихобабіна Галина Костянтинівна
- Лівенцов Василь Андрійович
- Лігачов Єгор Кузьмич
- Ліїв Елле Григорівна
- Лійвак Айн Руріхович
- Лінно Майла Вольдемарівна
- Ліпатов Леонід Петрович
- Лісник Юліян Васильович
- Личук Юстин Тодорович
- Лобанов Павло Павлович
- Лобанов Олександр Матвійович
- Лобанок Володимир Єлисейович
- Лобов Семен Михайлович
- Логинов Василь Григорович
- Лолашвілі Отарі Ілліч
- Ломакін Віктор Павлович
- Ломако Ілля Павлович
- Ломако Петро Фадійович
- Ломоносов Володимир Григорович
- Лощенков Федір Іванович
- Лук’яненко Павло Пантелеймонович
- Лук’янова Раїса Олексіївна
- Лутак Іван Кіндратович
- Льонін Олександр Васильович
- Любченко Любов Андріївна
- Лялікова Раїса Феофанівна
- Ляшко Євгенія Іванівна
- Ляшко Олександр Павлович
- Лященко Микола Григорович

## М
- Магомаєв Джамаледдін Муслімович
- Магомедова Паріза
- Мазуров Кирило Трохимович
- Майоров Артур Петрович
- Майоров Олександр Михайлович
- Макаджанова Даріха Валіївна
- Маканаєва Рімма Магометівна
- Макаров Олександр Максимович
- Макеєв Віктор Петрович
- Маковецький Дмитро Михайлович
- Максимов Микола Іванович
- Малєєв Володимир Михайлович
- Малєєв Георгій Васильович
- Малзуров Дагба Онгорович
- Мальбахов Тімбора Кубатійович
- Мальцев Євдоким Єгорович
- Мамаєва Марія Яківна
- Мамесцарашвілі Нанулі Василівна
- Мамунц Самвел Ванійович
- Манджиєв Ердні Чудитович
- Маницький Олександр Олексійович
- Манюшис Йосип Антонович
- Манякін Сергій Йосипович
- Марданов Равіль Сулейманович
- Марисов Валерій Костянтинович
- Марков Аркадій Терентійович
- Марков Георгій Мокійович
- Маркова Ніна Олександрівна
- Маркунене Стефанія Юозо
- Мартинов Микола Васильович
- Мартиросян Мкртич Поханович
- Мартінайтіс Маріонас Алексович
- Марусяк Олександр Федорович
- Мархілевіча Вероніка Карлівна
- Марцинюк Ганна Олексіївна
- Маряхін Сергій Степанович
- Масленников Микола Іванович
- Матвеєва Валентина Петрівна
- Матджанова Огульніяз
- Матей Оксенія Антонівна
- Маткарімов Мадамін Маткарімович
- Матуліс Юозас Юозович
- Матусевич Марія Несторівна
- Матчанов Назар Маткарімович
- Махремов Джумакулі
- Мацегорова Марія Петрівна
- Мацкевич Володимир Володимирович
- Мацкявічюс Казімерас Юозович
- Машеров Петро Миронович
- Машкін Микола Михайлович
- Медунов Сергій Федорович
- Мелентьєв Лев Олександрович
- Мелкумян Гурген Аллахвердович
- Мельков Юрій Дмитрович
- Мельников Леонід Георгійович
- Мендуме Михайло Клайович
- Метельська Іраїда Семенівна
- Мєшков Федір Степанович
- Мжаванадзе Василь Павлович
- Мильникова Надія Петрівна
- Миндряну Степан Богослович
- Михайлін Володимир Васильович
- Михайлова Валентина Сергіївна
- Михайловський Іван Олексійович
- Михалков Сергій Володимирович
- Михеєва Лідія Іванівна
- Міглан Леонтіна Францівна
- Мікаелян Сергій Абгарович
- Мікоян Анастас Іванович
- Мікоян Артем Іванович
- Мікулич Володимир Андрійович
- Мікулович Іван Федорович
- Мінгазєєв Ібрагім Заріфович
- Мініна Фаїна Матвіївна
- Мірошникова Ганна Яківна
- Мірошниченко Григорій Костянтинович
- Мірошниченко Микола Михайлович
- Мітрін Євген Тимофійович
- Міхель Марфа Яківна
- Мішин Петро Павлович
- Младшова Зоя Василівна
- Мовсесян Сурен Амбарцумович
- Модогоєв Андрій Урупхійович
- Мозговий Василь Федотович
- Мозговий Іван Олексійович
- Мойсеєнкова Таїсія Олексіївна
- Молчанінов Іван Ілліч
- Монастиршина Валентина Никодимівна
- Монахова Олександра Микитівна
- Моргун Федір Трохимович
- Морозов Іван Павлович
- Морозов Микола Юхимович
- Морозова Ганна Василівна
- Морозова Євгенія Олексіївна
- Морозова Олександра Антонівна
- Мосашвілі Теймураз Ілліч
- Москаленко Катерина Петрівна
- Москаленко Кирило Семенович
- Мосолов Михайло Герасимович
- Мотуз Галина Федосіївна
- Мохань Антоніна Іванівна
- Моцак Григорій Іванович
- Мочалін Федір Іванович
- Мужицький Олександр Михайлович
- Мукажанова Нагімаш
- Мукашев Саламат Мукашевич
- Мунхалов Панас Петрович
- Муравйов Василь Іванович
- Муравленко Віктор Іванович
- Мурадов Нуритдін Мурадович
- Мурадова Сона
- Мурадян Бадал Амаякович
- Мурадян Єгіш Ашотович
- Мурадян Мурад Оганесович
- Муракаєва Людмила Гнатівна
- Муртазаєв Каюм
- Мусаєв Фуруддун Ібрагім огли
- Мусаєва Тамара
- Мусієнко Іван Данилович
- Мусін Рашид Мусінович
- Муслімов Карімджан
- Мусхелішвілі Микола Іванович
- Мухамедов Ібрагім Файзійович
- Мухамедова Огульнабат Курбанівна
- Мчедлиішвілі Мері Георгіївна
- Мусаханов Мірзамахмуд Мірзарахманович
- Мюрісепп Олексій Олександрович

## Н
- Набієв Юсіф Мустафа огли
- Наботова Зульфі
- Назаренко Володимир Павлович
- Наливайко Володимир Михайлович
- Нарбутаєва Тулган
- Насіров Кассір Сафарович
- Насриддінова Ядгар Садиківна
- Наукенов Карім Шаріпович
- Начкебія Маквала Мелітонівна
- Ненахов Віктор Олексійович
- Непорожний Петро Степанович
- Нерсесян Мкртич Гегамович
- Нестерова Галина Тимофіївна
- Нечаєв Борис Миколайович
- Никонов Віктор Петрович
- Никонова Галина Іванівна
- Нігматулліна Фіра Гарифівна
- Нікітін Геннадій Михайлович
- Нікітіна Тамара Василівна
- Нікітченко Віталій Федотович
- Нікіфорова Антоніна Іванівна
- Ніколаєв Костянтин Кузьмич
- Ніколаєва Ганна Омелянівна
- Ніколаєва Тетяна Миколаївна
- Ніколаєва-Терешкова Валентина Володимирівна
- Ніколаїшвілі Світлана Лаврентівна
- Ніколашина Марія Михайлівна
- Ніязбеков Сабір Білялович
- Новгородова Катерина Інокентіївна
- Новиков Володимир Гаврилович
- Новиков Володимир Миколайович
- Новиков Гнат Трохимович
- Новосьолов Юхим Степанович
- Новрузов Севіндік Ахмед огли
- Новрузова Гюлушан Гаріб кизи
- Ногоєва Саадат
- Норкузієва Іджобат
- Нугманов Каміль
- Нуждіна Олександра Василівна
- Нурієв Аразмамед
- Нурієв Зія Нурійович

## О
- Обатуров Геннадій Іванович
- Оберемок Тамара Миколаївна
- Оболадзе Груза Іванович
- Овезова Аннагозель
- Овечкін Іван Павлович
- Огаджанян Мушег Григорович
- Оганян Сурен Хоренович
- Огарков Микола Васильович
- Огаркова Інна Василівна
- Одінаєв Тоїр
- Однобокова Алевтина Семенівна
- Озерова Ніна Данилівна
- Озерова Тетяна Володимирівна
- Оксененко Марія Максимівна
- Окунєв Василь Васильович
- Олешко Ганна Сергіївна
- Оліфіров Федір Якимович
- Омаров Тельман
- Омарова Каншаїм
- Оной Пилип Григорович
- Оппаєва Ганна Манджиївна
- Оразмухамедов Ораз Назарович
- Оразмухаммедова Шекер
- Органов Микола Миколайович
- Орєшков Василь Пилипович
- Орлов Володимир Павлович
- Орлов Михайло Анатолійович
- Орлова Галина Сергіївна
- Орлова Лідія Олександрівна
- Осетров Тимофій Миколайович
- Осіюк Лідія Іванівна
- Осмонкулов Бірімкул
- Осокіна Галина Миколаївна
- Охотников Євген Павлович
- Оюн Марат-оол Талай

## П
- Павлов Володимир Якович
- Павлов Георгій Сергійович
- Павлов Григорій Петрович
- Павлова Ніна Степанівна
- Павловський Іван Григорович
- Павлюк Віра Петрівна
- Падурар Наталія Петрівна
- Пакуро Марія Сергіївна
- Палецкіс Юстас Ігнович
- Панін Федір Іванович
- Панова Капіталіна Сергіївна
- Панфілов Михайло Панфілович
- Папідзе Василь Костянтинович
- Папугіна Валентина Михайлівна
- Папутін Віктор Семенович
- Паршиков Олексій Михайлович
- Пасічник Іван Микитович
- Паскар Петро Андрійович
- Пастухов Борис Миколайович
- Патолічев Микола Семенович
- Патон Борис Євгенович
- Пахомова Ганна Андріївна
- Пашкіна Іда Іванівна
- Пашов Михайло Васильович
- Пеллер Володимир Ізраїлевич
- Пельше Арвід Янович
- Перев'язко Василь Степанович
- Пересунько Галина Петрівна
- Пермякова Зінаїда Іванівна
- Пертель Аксель Гугович
- Петльована Станіслава Андріївна
- Петрайтіте Дануте Юозо
- Петріна Тамара Григорівна
- Петрищев Олексій Георгійович
- Петров Анатолій Михайлович
- Петров Євген Михайлович
- Петрова Марія Григорівна
- Петровський Борис Васильович
- Петровський Іван Георгійович
- Петросян Роза Тарханівна
- Петруліс Наполеонас Йонович
- Пєтухов Борис Федорович
- Пєтухов Григорій Федорович
- Пєчатнов Ігор Георгійович
- Пивоваров Микола Буїнович
- Пидер Лінда Яанівна
- Підгорний Микола Вікторович
- Пійрітс Хельдур Олександрович
- Пілотович Станіслав Антонович
- Пілюгін Микола Олексійович
- Пімашкіна Катерина Павлівна
- Піменов Петро Тимофійович
- Пітра Юрій Юрійович
- Плауде Карл Карлович
- Плахіна Антоніда Семенівна
- Погребняк Яків Петрович
- Подгаєв Григорій Юхимович
- Поздеєв Борис Захарович
- Покотилов Анатолій Павлович
- Покришкін Олександр Іванович
- Полатайло Катерина Олексіївна
- Полівко Іван Андрійович
- Полікарпов Михайло Васильович
- Полових Раїса Трохимівна
- Полозов Микола Никифорович
- Полосін Олександр Васильович
- Поляков Іван Євтійович
- Полянський Дмитро Степанович
- Пономарьов Борис Миколайович
- Пономарьов Михайло Олександрович
- Попов Борис Веніамінович
- Попов Василь Дмитрович
- Попов Георгій Іванович
- Попова Надія Василівна
- Попова Ніна Василівна
- Порієте Лідія Язепівна
- Посмітний Макар Онисимович
- Посохін Михайло Васильович
- Постников Василь Дмитрович
- Постнов Михайло Іванович
- Праслов Петро Іванович
- Привалова Валентина Федорівна
- Притицький Сергій Осипович
- Прієзжев Микола Семенович
- Продунова Лідія Олександрівна
- Прокоп Георгій Афтенович
- Прокоф'єв Михайло Олексійович
- Промислов Володимир Федорович
- Протозанов Олександр Костянтинович
- Прохоров Василь Ілліч
- Прочан Таїса Василівна
- Пруїдзе Реваз Якович
- Псурцев Микола Дем'янович
- Пугач Сергій Михайлович
- Пулатов Насриддін
- Пулатов Сайфулло
- Пульникова Світлана Степанівна
- Пуртов Михайло Миколайович
- Пухова Зоя Павлівна
- П'яткова Галина Володимирівна

## Р
- Разборський Олександр Андрійович
- Разяпов Шифа Гаріфуллінович
- Раматов Заріп
- Раратюк Галина Павлівна
- Расулов Джабар Расулович
- Расулов Саліх Рашидович
- Рафальський Василь Іванович
- Рафіков Сагід Рауфович
- Рахаєв Адрах Мусайович
- Рахімов Бекташ Рахімович
- Рашидов Шараф Рашидович
- Рашкулєв Дмитро Харлампійович
- Ребров Сергій Іванович
- Решетникова Людмила Іванівна
- Ріваре Моніка Альбертівна
- Різоєв Мірзоалі
- Рімджюте Алдона Владо
- Ріміцане Моніка Антонівна
- Родіонов Володимир Якович
- Родіонов Микола Миколайович
- Родіонов Петро Олександрович
- Розенко Петро Якимович
- Розефелд Август Петрович
- Романов Володимир Павлович
- Романов Григорій Васильович
- Романов Микола Миколайович
- Романов Олексій Володимирович
- Рубен Віталій Петрович
- Рубен Юрій Янович
- Руденко Роман Андрійович
- Руднєв Костянтин Миколайович
- Рунце Мара Петрівна
- Русаков Костянтин Вікторович
- Русакова Альбина Миколаївна
- Риженков Микола Георгійович
- Риков Василь Назарович
- Рисмамбетова Умуткер
- Рябиков Василь Михайлович
- Рябов Віктор Андрійович
- Рябов Євген Васильович
- Рябчикова Марія Іванівна
- Ряскіна Катерина Іванівна

## С
- Сабанєєв Станіслав Бесланович
- Сабкалова Таїсія Василівна
- Савзієва Нігар
- Савінкін Микола Іванович
- Садвакасов Біменде Садвакасович
- Садигова Фатьма Абгедір кизи
- Садиков Абід
- Садиков Ібрагім Валійович
- Садриддінов Талбак
- Сазонов Іван Федорович
- Сайкін Семен Федорович
- Саканія Єва Тарасівна
- Салахов Таїр Теймур огли
- Салієв Мамасадик
- Салієва Батиш
- Салманов Григорій Іванович
- Саматов Абдугафур
- Самедов Кудрат Ашур огли
- Самсонов Іван Михайлович
- Самцова Раїса Семенівна
- Сапоцкая Ніна Пилипівна
- Саралідзе Зураб Георгійович
- Сариков Сатвалді
- Саттарова Турдіхан
- Саурбаєв Куандик Абікенович
- Сафарян Лєна Арістаківна
- Сафолов Абдурахмон
- Саф’янова Агнія Іллівна
- Свєшніков Мефодій Наумович
- Свиридова Зінаїда Гнатівна
- Селецький Георгій Андрійович
- Селін Микола Васильович
- Семенов Іван Михайлович
- Сендажі Сергій Балбирович
- Сербін Лідія Спиридонівна
- Сербин Іван Дмитрович
- Сергеєв Інокентій Шипхінійович
- Сергеєва Олександра Єгорівна
- Сєнькін Іван Ілліч
- Сєрікова Галина Анатоліївна
- Сєркова Олександра Сергіївна
- Сидоренко Ганна Василівна
- Сидоренко Олександр Васильович
- Сидоренко Сергій Степанович
- Сидоров Юрій Климентійович
- Сидорович Іван Романович
- Сизов Олександр Олександрович
- Сизов Геннадій Федорович
- Сизов Павло Костянтинович
- Синіцин Іван Флегонтович
- Сиромятников Микола Іванович
- Сирчіна Любов Євгенівна
- Сисоєв Віктор Сергійович
- Ситнін Володимир Ксенофонтович
- Сівергін Олексій Модестович
- Сікорський Володимир Йосипович
- Сільченко Микола Кузьмич
- Сінельникова Зінаїда Петрівна
- Сірабідзе Назі Хусейнівна
- Сірлібекова Кульжамал
- Сірож Іван Дмитрович
- Сіюткіна Ганна Василівна
- Сіяпаров Шогунбек
- Скачков Семен Андрійович
- Скворцов Іван Федорович
- Скляренко Лідія Андріївна
- Скляренко Наталія Костянтинівна
- Склярова Раїса Степанівна
- Скобєльцин Дмитро Володимирович
- Скоморохов Микола Михайлович
- Скочилов Анатолій Андріанович
- Скулков Ігор Петрович
- Скурко Євген Іванович (Максим Танк)
- Скучка Ірина Михайлівна
- Славський Юхим Павлович
- Смалій Валентина Іванівна
- Смирнов Леонід Васильович
- Смирнов Микола Іванович
- Смирнов Олександр Іванович
- Смирнов Олександр Миколайович
- Смирнова Віра Іванівна
- Смиртюков Михайло Сергійович
- Смоліна Маргарита Іванівна
- Смолянінов Василь Іванович
- Снечкус Антанас Юозович
- Соболєв Леонід Сергійович
- Соболь Микола Олександрович
- Соїч Олег Владиславович
- Соколов Валентин Володимирович
- Соколов Сергій Леонідович
- Соколов Тихон Іванович
- Соколова Любов Тимофіївна
- Сокурашвілі Руїзані Олексіївна
- Солдатов Лев Леонідович
- Солових Олександр Павлович
- Соловйов Іван Никифорович
- Соловйов Павло Олександрович
- Соловйова Ніна Василівна
- Солодовник Ганна Іванівна
- Солодухін Леонід Васильович
- Соломенцев Михайло Сергійович
- Солтанова Гюльбіка Нусрат кизи
- Сорокіна Віра Іванівна
- Сотниченко Віктор Олександрович
- Сочнєв Олександр Іванович
- Спандерашвілі Михайло Павлович
- Спєканова Ніна Спиридонівна
- Спиридонов Іван Васильович
- Спиридонова Роза Костянтинівна
- Спіріна Катерина Федорівна
- Станіславський Петро Михайлович
- Старовойтов Василь Костянтинович
- Старовський Володимир Никонович
- Стасішкене Віда Юозо
- Стеблянко Василь Григорович
- Стельмах Михайло Панасович
- Стенько Григорій Терентійович
- Степанова Рімма Олексіївна
- Степаньков Михайло Володимирович
- Степченко Володимир Панасович
- Стецько Василь Іванович
- Страутманіс Петро Якубович
- Страхов Владислав Іванович
- Стрельченко Іван Іванович
- Струєв Олександр Іванович
- Стугін Юрій Іванович
- Стуруа Вахтанг Васильович
- Судрабкалнс Арвід Карлович
- Сулайманова Кульсара
- Сулейманова Камар Ханум Мірзаага кизи
- Султанова Тухтахон
- Сурганов Федір Онисимович
- Сурков Олексій Олександрович
- Суслов Михайло Андрійович
- Сусунян Асмік Мнацаканівна
- Сухий Павло Йосипович
- Сухорукова Марія Гаврилівна
- Суюмбаєв Ахматбек Суттубайович
- Сяглов Віктор Семенович

## Т
- Табеєв Фікрят Ахмеджанович
- Таваа Севілбаа Далай-Хооївна
- Тадишева Ольга Саватіївна
- Талібова Бахар Магеррам кизи
- Тамашаускас Антанас-Альгімантас Петрович
- Таммісту Айно-Елісе Хугівна
- Танірбергенов Жумабай
- Танкаєв Магомед Танкайович
- Тапілін Олександр Степанович
- Таранова Людмила Павлівна
- Тарасов Микола Никифорович
- Тарасов Олександр Михайлович
- Тарасова Лідія Федорівна
- Таратута Василь Миколайович
- Тарахтієнко Лідія Миколаївна
- Тарджуманян Генрік Вартанович
- Тарчоков Камбулат Кіцуйович
- Тасанбаєв Єгемкул Тасанбайович
- Татарчук Микола Федорович
- Татурашвілі Мері Петрівна
- Таукчі Панас Никодимович
- Таурінь Гайда Карлівна
- Тахумов Борис Ібрагімович
- Ташалієв Атаман
- Ташпулатова Діляра
- Телепов Михайло Семенович
- Темірбаєв Бекжан
- Темірбаєв Мойдун
- Темурзієва Роза Ахметівна
- Тентюк Віра Миколаївна
- Теплякова Анастасія Михайлівна
- Тер-Газарянц Георгій Арташесович
- Терентьєва Заря Федорівна
- Терехов Костянтин Павлович
- Терьохін Юрій Васильович
- Тешеєв Сайділа
- Тимофєєв Микола Володимирович
- Тинель Ліна Григорівна
- Тинуріст Едгар Густавович
- Титаренко Олексій Антонович
- Титов Віталій Миколайович
- Титова Галина Миронівна
- Титяков Михайло Андрійович
- Тихонов Анатолій Дмитрович
- Тихонов Микола Олександрович
- Тихонов Микола Семенович
- Тихонова Роза Тихонівна
- Ткачук Григорій Іванович
- Товстоногов Георгій Олександрович
- Тока Салчак Калбакхорекович
- Токарєв Олександр Максимович
- Толасов Борис Костянтинович
- Толкунов Лев Миколайович
- Толстеньов Володимир Олександрович
- Толстиков Василь Сергійович
- Толубко Володимир Федорович
- Тоотс Райво Рейнович
- Торккелі Лео Топіасович
- Тохврі Аймі Аугуст Бернхардівна
- Трамова Нура Ібрагімівна
- Трапезников Сергій Павлович
- Третяк Іван Мойсейович
- Труфанова Валентина Георгіївна
- Трушникова Лідія Прокопівна
- Тукенова Оринбасар
- Тулебаєва Бібі
- Туполєв Андрій Миколайович
- Тургалієва Канзія Жумагаліївна
- Турсун-заде Мірзо
- Тхілайшвілі Олександр Дурсунович
- Тхохова Лілія Абдулахівна
- Тюлюш Валентина Одуреківна
- Тюміна Віра Степанівна
- Тюнікова Віра Гнатівна
- Тябут Дмитро Васильович
- Тяжельников Євген Михайлович

## У
- Увачан Василь Миколайович
- Узденова Валя Іллясівна
- Улізко Василь Іванович
- Умалатов Аліпаша Джалалович
- Умалатова Кліч-хан Бахти-Геріївна
- Уманець Микола Васильович
- Умаров Авалбек
- Умарова Нурі
- Умаханов Магомед-Салам Іллясович
- Умуралієв Мукаш
- Унгарлінова Юлда Канурівна
- Упенієкс Алфред Арнольдович
- Усманов Гумер Ісмагілович
- Усманов Саїдмахмуд Ногманович
- Устинов Дмитро Федорович
- Усубалієв Турдакун Усубалійович
- Уханов Олексій Олександрович

## Ф
- Фадеєва Олена Олексіївна
- Федін Костянтин Олександрович
- Федоров Віктор Степанович
- Федоров Олексій Федорович
- Федосєєв Олександр Іванович
- Федосєєв Петро Миколайович
- Федосова Уляна Пилипівна
- Федунець Іван Іванович
- Федюшина Лідія Петрівна
- Феоктістова Марія Гаврилівна
- Ферін Михайло Олексійович
- Філатов Андрій Дмитрович
- Філатов Леонід Іванович
- Флорентьєв Леонід Якович
- Форманюк Олександра Михайлівна
- Фролов Василь Семенович
- Фролова Ніна Пилипівна
- Фурцева Катерина Олексіївна

## Х
- Хабібуллін Шахразий Шафікович
- Хайдаров Аюб Хайдарович
- Халілов Курбан Алі огли
- Халімов Айваз
- Харазов Валерій Інокентійович
- Харитон Юлій Борисович
- Харсєєв Михайло Іларіонович
- Хатанзейський Аркадій Петрович
- Хафізов Мідхат Габдраупович
- Хафізов Шаріф Сагірович
- Хетагуров Георгій Іванович
- Хечінашвілі Семен Миколайович
- Хитров Степан Дмитрович
- Ходжаєв Асаділла Ашрапович
- Ходжиєв Риф'ят
- Ходжиєва Алтин
- Холов Махмадула
- Хомуло Михайло Григорович
- Хомушку Кувіскал Сумбуївна
- Хортюк Євгенія Юхимівна
- Хрєнников Тихон Миколайович
- Христич Микола Федорович
- Христюк Галина Федорівна
- Худайбергенов Мадьяр
- Худоєв Саттор
- Худосовцев Микола Михайлович
- Хурсан Василь Миколайович

## Ц
- Цаболов Ібрагім Андрійович
- Цвігун Семен Кузьмич
- Цецегов Сергій Степанович
- Цибікжапов Дондок Юмажапович
- Цибулько Володимир Михайлович
- Циренов Бадма Циренович
- Ціба Анатолій Астамурович
- Цінарідзе Мері Сулейманівна
- Цуканов Георгій Емануїлович

## Ч
- Чайкіна Олена Григорівна
- Чакір Яков Миронович
- Чаковський Олександр Борисович
- Чебан Іван Костянтинович
- Чепене Яніна Йоно
- Черватюк Іван Васильович
- Чердинцев Василь Макарович
- Черечон Олександра Іванівна
- Черненко Костянтин Устинович
- Чернов Михайло Михайлович
- Чернова Олена Григорівна
- Чернишов Георгій Дмитрович
- Черняєв Лев Миколайович
- Черський Микола Васильович
- Четкаускайте Пранцішка Пятрівна
- Чехонін Павло Михайлович
- Чеченя Леонід Степанович
- Чилієв Аліхан Хусаїнович
- Чиракова Захра Ахмед кизи
- Чирков Володимир Іванович
- Чиряєв Гаврило Йосипович
- Чистякова Галина Вікторівна
- Чичельникова Марія Іванівна
- Чконія Бахва Шалвович
- Чорний Олексій Клементійович
- Чорний Василь Ілліч
- Чубаров Анатолій Петрович
- Чугунов Іван Іванович
- Чуєв Олексій Васильович
- Чуєв Федір Андрійович
- Чуєва Ольга Павлівна
- Чуйков Василь Іванович

## Ш
- Шабасанов Махтум Кулі Карайович
- Шавров Іван Єгорович
- Шайдуров Сергій Панасович
- Шакіров Мідхат Закірович
- Шамамян Тереза Єгорівна
- Шамілєва Зіна Межидівна
- Шамота Микола Захарович
- Шамсудінов Фахредін Шамсудінович
- Шаньков Іван Тимофійович
- Шарапов Василь Іванович
- Шатілова Тія Янівна
- Шауро Василь Филимонович
- Шаханов Роман Миколайович
- Шашин Валентин Дмитрович
- Шевченко Володимир Васильович
- Шевченко Лідія Іванівна
- Шевченко Олександр Митрофанович
- Шелепін Олександр Миколайович
- Шелест Петро Юхимович
- Шестухіна Віра Семенівна
- Шехов Назар
- Шештакаускене Станіслава Миколівна
- Шибаєв Олексій Іванович
- Шибалов Олександр Никонорович
- Шидла Романас Едвардо
- Шидлаускас Пятрас Юозович
- Шилейскіс Пятрас Петрович
- Шитиков Олексій Павлович
- Школьна Людмила Панасівна
- Школьников Олексій Михайлович
- Шовхієв Бабашер
- Шокін Олександр Іванович
- Шолохов Михайло Олександрович
- Шостакович Дмитро Дмитрович
- Шох Іван Дмитрович
- Штанько Валентина Григорівна
- Шулімова Олександра Андріївна
- Шумаков Ілля Якович
- Шумаускас Мотеюс Юозович
- Шурбін Іван Ілліч
- Шурупов Олександр Георгійович

## Щ
- Щеглов Панас Федорович
- Щекутєва Катерина Андріївна
- Щербаков Віктор Васильович
- Щербаков Павло Миколайович
- Щербакова Галина Олександрівна
- Щербина Борис Євдокимович
- Щербицький Володимир Васильович
- Щеулов Василь Петрович
- Щолоков Микола Онисимович
- Щулепова Марія Іллівна
- Щуріна Надія Михайлівна

## Ю
- Юдін Петро Іванович
- Юлдашева Назіра
- Юмагузін Яхія Сафіуллович
- Юнак Іван Харитонович
- Юргайлітіте Еляна Антано
- Юріна Клавдія Іллівна
- Юров Василь Дмитрович
- Юров Ян Донатович
- Ющенко Олександр Миколайович

## Я
- Ядрошникова Раїса Миколаївна
- Яковлєв Володимир Юхимович
- Яковлєв Олександр Сергійович
- Яковлєва Зоя Іванівна
- Якубовський Іван Гнатович
- Якубовський Фуад Борисович
- Янгель Михайло Кузьмич
- Янчевський Станіслав Михайлович
- Янишин Стефанія Андріївна
- Ярковий Іван Мефодійович
- Яснов Михайло Олексійович
- Яхін Фазілгаян Фаткулбаянович
- Яцкевич Зінаїда Федорівна

## Дообрані депутати
- Мосашвілі Теймураз Ілліч (29.11.1970)
- Теребилов Володимир Іванович (29.11.1970)
- Шитов Олександр Іванович (14.02.1971)
- Воробйов Георгій Іванович (13.06.1971)
- Кайка Рупперт Рудольфович (13.06.1971)
- Краснобородько Євгенія Іванівна (13.06.1971)
- Стукалін Борис Іванович (13.06.1971)
- Федорчук Віталій Васильович (13.06.1971)
- Чуркін Альберт Микитович (13.06.1971)
- Якупов Харіс Абдрахманович (13.06.1971)
- Баландін Юрій Миколайович (19.12.1971)
- Саламов Газімахм Асхабович (19.12.1971)
- Стародубцев Михайло Якович (19.12.1971)
- Юзефович Борис Борисович (19.12.1971)
- Лопатін Олексій Григорович (20.02.1972)
- Уткін Володимир Федорович (20.02.1972)
- Бойцов Василь Васильович (28.05.1972)
- Воловченко Іван Платонович (28.05.1972)
- Мельников Павло Васильович (28.05.1972)
- Семенов Василь Іванович (28.05.1972)
- Гнатюк Дмитро Михайлович (10.09.1972)
- Говоров Володимир Леонідович (10.09.1972)
- Клюєв Володимир Григорович (10.09.1972)
- Кузнецов Лев Миколайович (10.09.1972)
- Рябов Яків Петрович (10.09.1972)
- Шабашов Сергій Михайлович (10.09.1972)
- Греков Леонід Іванович (17.06.1973)
- Грибков Анатолій Іванович (17.06.1973)
- Овчар Євген Лук'янович (17.06.1973)
- Смирнов Лев Миколайович (17.06.1973)
- Чурюмов Сергій Кугультінович (17.06.1973)
- Галкін Дмитро Прохорович (30.09.1973)
- Герасимов Іван Олександрович (30.09.1973)
- Єрмаш Пилип Тимофійович (30.09.1973)
- Разумовський Георгій Петрович (30.09.1973)
- Ширшин Григорій Чоодуйович (30.09.1973)